# Hedemorahöna

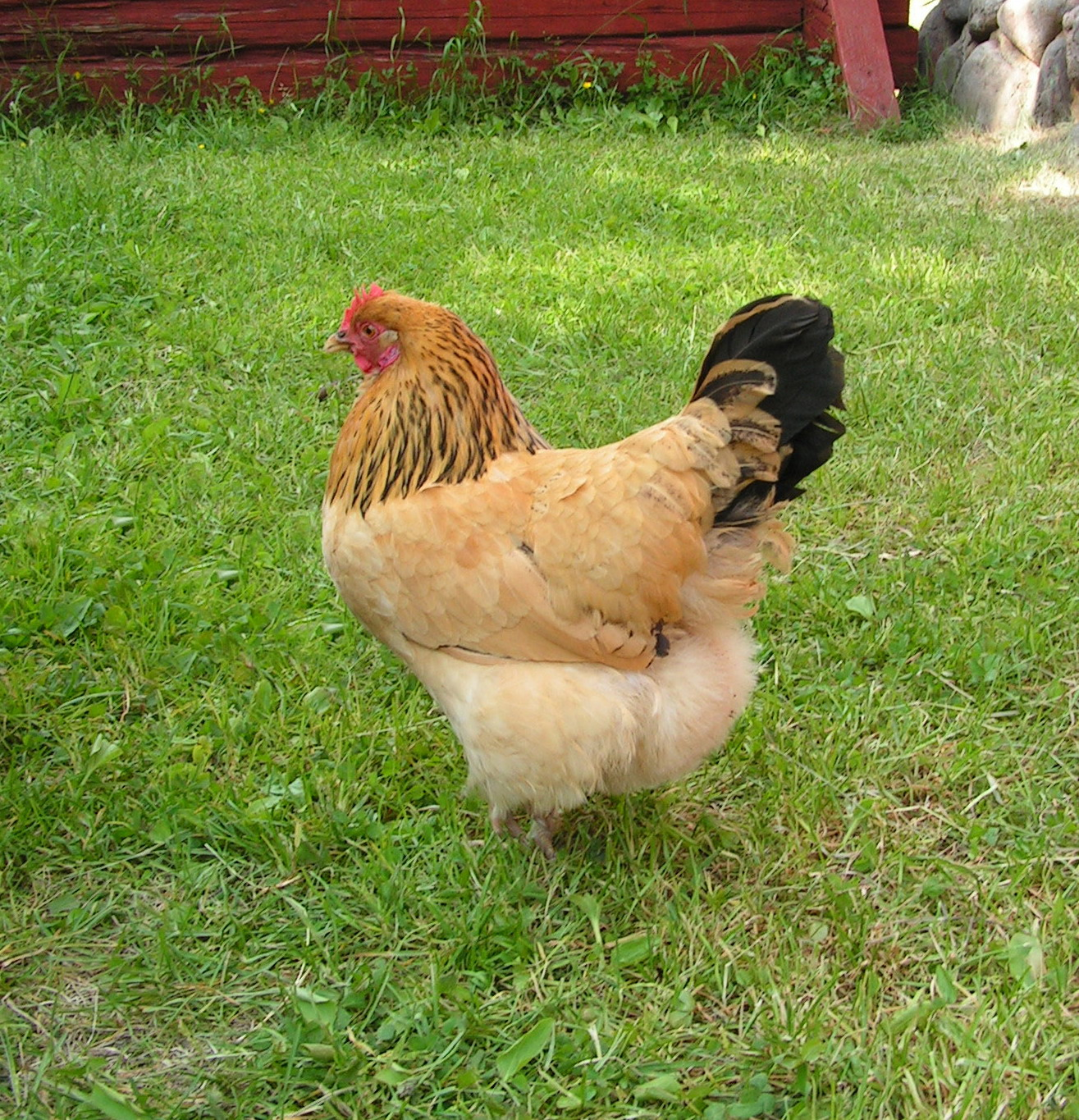
Höna

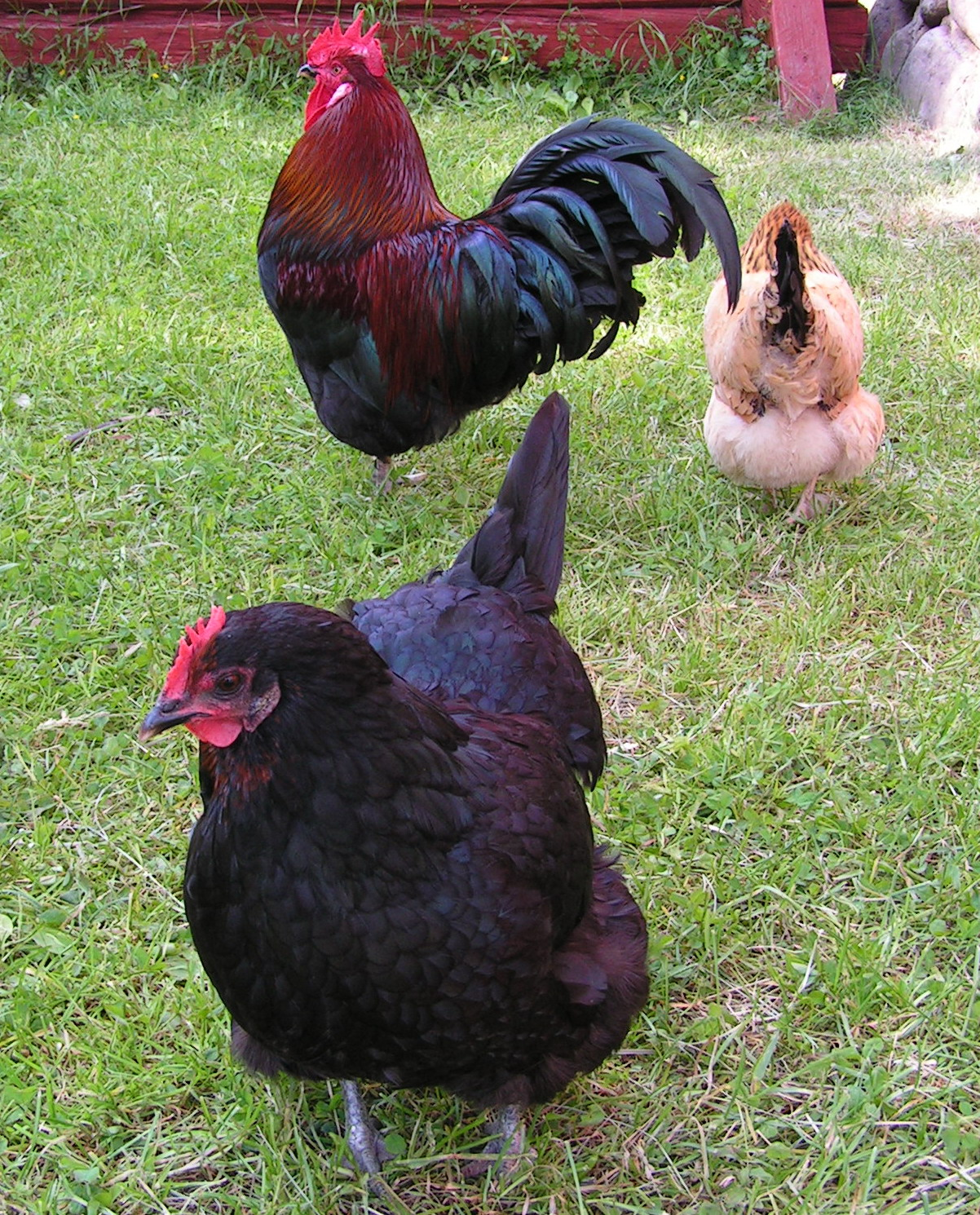
Tupp med hönor

Hedemorahönan är en svensk lantrashöna från Dalarna. Den är medelstor och mycket härdig på grund av sin täta och dunrika fjäderdräkt, och den har väldigt tätt och tjockt underdun.

## Utseende
Hedemorahönan är medelstor till storleken och finns i en mängd olika färgvarianter som olika kombinationer av svart, vitt, blått och vild/vete. Också färgen på kam, näbb och ben varierar, ofta med inslag av svart eller blått.
Fjäderdräkten är mycket tät och dunig, vilket förmodligen är en anpassning till det nordliga klimat de levt i. Låren är så väl befjädrade, att det ser ut som om de har stora duniga byxor på sig. Hos vissa djur är även benen befjädrade, men detta är lite ovanligare. Benen är relativt korta. En annan anpassning som förmodligen gjort dem härdigare mot förfrysningar är att de har låg kam.
Deras runda form och rika fjäderdräkt gör att de ser tyngre ut än vad de faktiskt är. Hönorna väger 1,5 till 2 kg enligt rasramen, och tupparna väger 2 till 2,5 kg, ibland lite mer.

## Beteende
Hedemorahöns är ofta lugna och orädda. De har god ruvförmåga (cirka 30–40 procent ruvar om möjlighet ges), och de tar väl hand om sina kycklingar. En icke ruvande höna lägger omkring 150 ägg per år; äggen väger 50–55 gram och skalfärgen är ljust brunaktig.

## Status
Hedemorahönan var mycket nära att försvinna på 1970-talet, då de allra flesta av Sveriges gamla lanthöns blev korsade med värphybrider. 1982 hittades en genetiskt intakt besättning i Trollbo i Dalarna av Viola Forsberg i Sandviken, och alla nuvarande genbanksdjur härstammar från denna besättning. Den bevaras nu oförädlad i genbank av Svenska Lanthönsklubben.